# Tiszafüred
Tiszafüred ist eine Stadt im Kreis Tiszafüred im Komitat Jász-Nagykun-Szolnok in Ostungarn. Die Stadt liegt am Ufer der Theiß, dem mit 1.308 km längsten Nebenfluss der Donau, sowie unweit des Theiß-Sees.

## Verkehr
Den Bahnhof Tiszafüred berühren die Bahnstrecken Debrecen–Füzesabony und Karcag–Tiszafüred. Zwischen Debrecen und Füzesabony verkehren Regionalzüge im Zweistunden-Takt, in Richtung Karcag nur wenige Male am Tag. Zudem gibt es einen Direktzug von Budapest-Keleti über Füzesabony nach Tiszafüred, welcher Fahrradwagen mitführt.

## Persönlichkeiten

### Söhne und Töchter
- Samuel Rosenberg (1842–1919), Rabbiner
- Gábor Benedek (* 1927), ehemaliger Moderner Fünfkämpfer

### Sonstige Persönlichkeiten
- Éva Garam (1939–2023), Professorin und Mittelalterarchäologin aus Budapest, hat das über 1200 Einzelgräber umfassende große frühmittelalterliche Gräberfeld von Tiszafüred monographisch bearbeitet